# Geschwindigkeitsprüfabschnitt

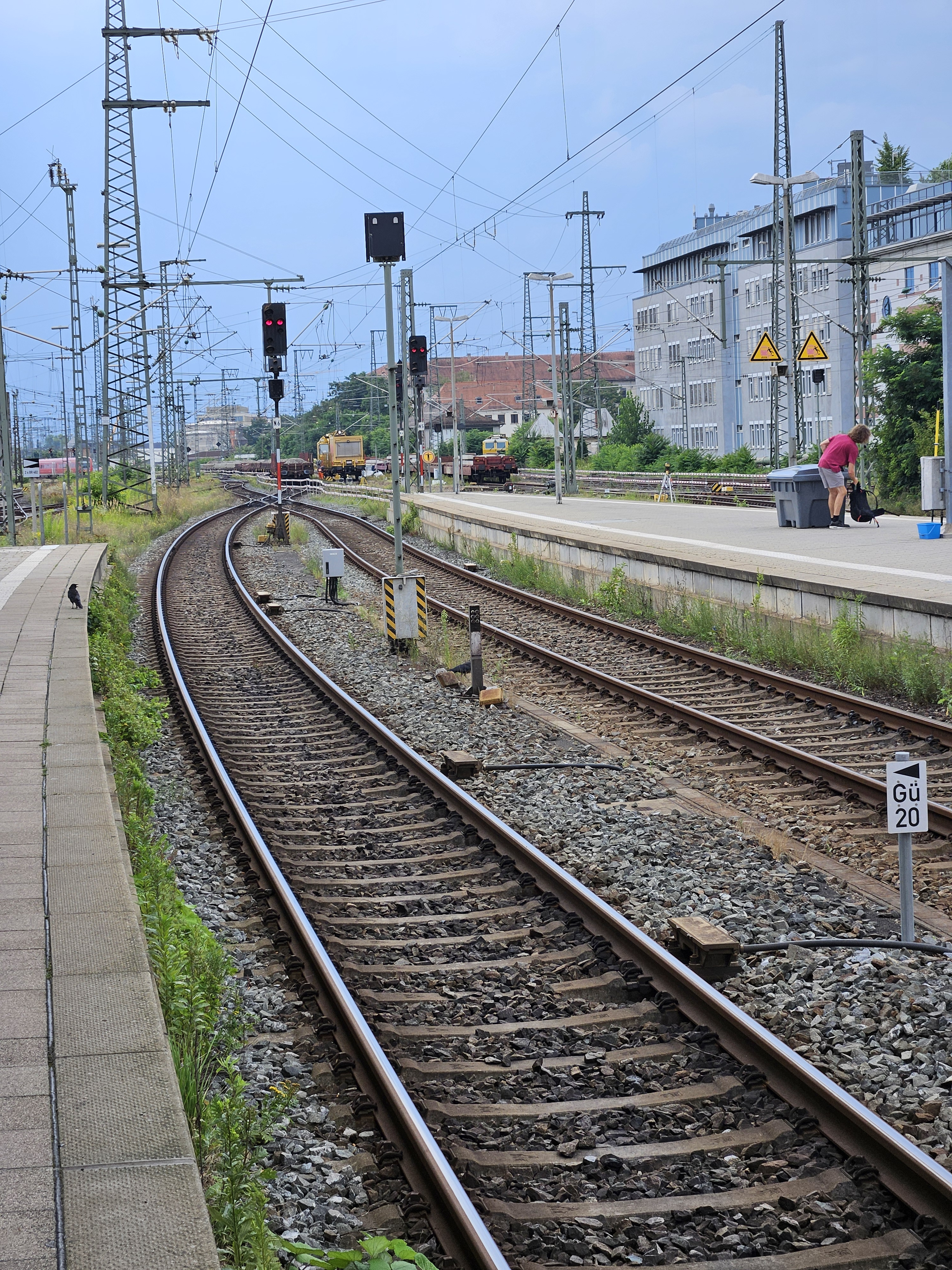
Vor einem Ausfahrsignal in Nürnberg Hauptbahnhof ist ein auf 20 km/h überwachender Geschwindigkeitsprüfabschnitt angeordnet. Da hinter dem Ausfahrsignal (N6) nur ein kurzer Durchrutschweg von etwa 25 m (bis zum Grenzzeichen der Weiche) zur Verfügung steht, werden schnelle Annäherungen an das Signal unterbunden.

Als Geschwindigkeitsprüfabschnitt (GPA), Geschwindigkeitsüberwachungseinrichtung (GÜ) oder Geschwindigkeitsprüfeinrichtung (GPE) wird im Eisenbahnbetrieb eine Einrichtung bezeichnet, mit der durch das System PZB bzw. Indusi die zulässige Höchstgeschwindigkeit überwacht werden kann.
Bei einigen später entwickelten Zugbeeinflussungseinrichtungen wie LZB oder ETCS kann die zulässige Geschwindigkeit einschließlich der Geschwindigkeitswechsel und der Zielgeschwindigkeiten den Fahrzeugen direkt übermittelt und dort überwacht werden. Ein GPA ist damit nicht notwendig.

## Umsetzung in Deutschland
Die Überwachung eines GPA erfolgt in Deutschland über eine Schaltung der Punktförmigen Zugbeeinflussung (PZB). Ein Prüfabschnitt ist 1000 Meter lang und beginnt mit dem Lf 6 (Geschwindigkeits-Ankündesignal) oder Zs 3v. Dieses zeigt über eine Kennziffer die höchste zulässige Geschwindigkeit, die ab dem folgenden Signal Lf 7 (Geschwindigkeitssignal) oder Zs 3 gefahren werden darf. Dieses Signal markiert gleichzeitig das Ende des Prüfabschnittes. Zwischen diesen Signalen ist eine aus bis zu drei Gleismagneten bestehende Prüfstrecke in unterschiedlichen Entfernungen in Abhängigkeit zum Geschwindigkeitswechsel verlegt.

### Bauarten

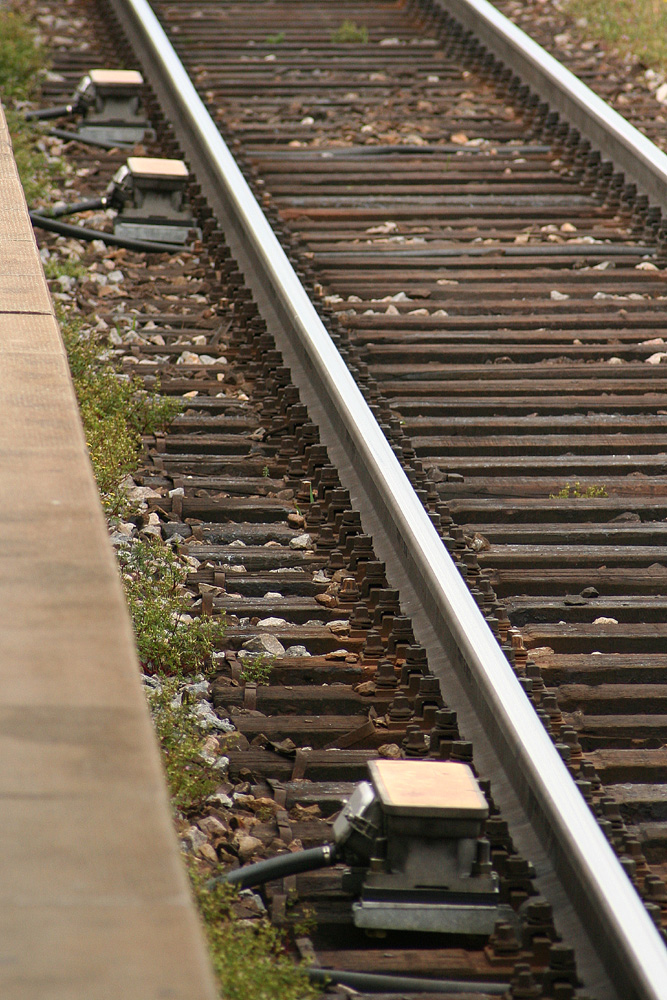
Drei Gleismagnete eines Geschwindigkeitsprüfabschnittes

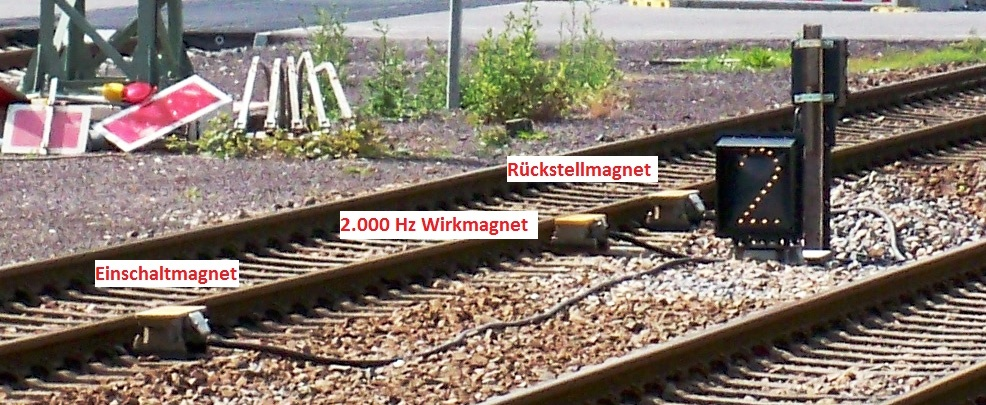
Geschwindigkeitsprüfabschnitt mit 2000-Hz-Wirkmagnet im Bahnhof Meckesheim im durchgehenden Hauptgleis bei Fahrt auf Zugdeckung

Der Geschwindigkeitsprüfabschnitt wird in verschiedenen Bauformen realisiert. Hierbei handelt es sich immer um eine Kombination von Einschaltmagnet, Wirkmagnet und Ausschaltmagnet, im Regelfall in dieser Reihenfolge. Die Ein- und Ausschaltmagnete sind Schaltmagnete, die nur die Spule mit Kern und Polschuhen, aber keine Kondensatoren enthalten und damit keinen Schwingkreis bilden. Sie dienen nur als von den Fahrzeugmagneten betätigte Schaltkriterien und lösen keine Reaktion der Fahrzeugeinrichtung aus. Der Wirkmagnet ist entweder ein 1000-Hz- oder 2000-Hz-Magnet. Überfährt der Zug den Einschaltmagnet (hinterer Magnet im Bild), wird eine auf die Geschwindigkeit abgestimmte Zeitstufe aktiviert. Der mittlere Magnet ist der Wirkmagnet, welcher nach Ablauf der Verzögerungszeit deaktiviert wird. Beim Überfahren des Ausschaltmagnetes (vorderster Magnet im Bild) wird die Geschwindigkeitsprüfeinrichtung wieder in Grundstellung gebracht. In der Regel ist der Wirkmagnet dann wieder wirksam. Der Überwachungsweg mit diesen drei Gleisschaltmitteln kann bis zu 30 Meter betragen. Ist die Geschwindigkeit des Zuges höher als die überwachte Geschwindigkeit, dann passiert der Zug den Wirkmagnet, bevor dieser durch die Zeitschaltung deaktiviert wurde. Das führende Fahrzeug erhält damit die entsprechende Beeinflussung (1000 oder 2000 Hz). Fällt die Prüfeinrichtung aus, wird durch den in Grundstellung immer wirksamen Wirkmagnet eine Ausfalloffenbarung durch die dann fehlerhafte Beeinflussung aller Züge sichergestellt.
Befindet sich ein Geschwindigkeitsprüfabschnitt in der Nähe von Hauptsignalen (Richtwert < 100 m) oder durchfahren Triebfahrzeuge den Bereich des Geschwindigkeitsprüfabschnittes nicht vollständig, muss die Reihenfolge Ausschaltmagnet, Einschaltmagnet und Wirkmagnet eingehalten werden. Da diese Bauform im Ruhezustand Energie benötigt, darf sie nur bei netzversorgten (und nicht bei solar- oder batteriegespeisten) Geschwindigkeitsprüfabschnitten eingerichtet werden. Eine solche Bauform ist auf dem Foto dargestellt. Der Ausschaltmagnet stellt in diesem Fall die Grundstellung her. Solche Geschwindigkeitsprüfabschnitte werden nur angeschaltet, wenn es durch einen geschwindigkeitsbegrenzenden Signalbegriff erforderlich ist. In Haltstellung des dazugehörenden Signals ist der Wirkmagnet dauernd wirksam, bei einem Fahrtbegriff ohne Geschwindigkeitsbegrenzung dagegen unwirksam. Befährt ein Zug den Wirkmagnet vor Ablauf der Verzögerungszeit, weil seine Geschwindigkeit höher ist, als die überwachte Geschwindigkeit, wird die Fahrzeugeinrichtung beeinflusst. Die Messstrecke ist auf dem Foto deutlich durch den großen Abstand zwischen den vorderen beiden Magnete zu erkennen. Kommt es zu einem Stromausfall oder einer anderen Störung, wird der Wirkmagnet permanent aktiviert, so dass auch bei dieser Bauform eine Ausfalloffenbarung vorhanden ist.

### Fallunterscheidung

Signal Lf 7

Abhängig von den ab dem Signal Lf 7 zulässigen Geschwindigkeiten ist die Überwachung der Reaktion der Triebfahrzeugführer unterschiedlich aufgebaut. Jede Bauform erfordert abhängig von der eingestellten PZB-Zugart Bremsungen des Triebfahrzeugführers unter einen bestimmten Geschwindigkeitswert. Die zu unterfahrenden Werte können in Zugart U oder M unter der signalisierten Zielgeschwindigkeit liegen. Geschwindigkeitsprüfeinrichtungen im eigentlichen Sinne werden nur bei den Fällen 3 und 4 benötigt. Statt der Geschwindigkeitssignalisierung mit Lf 6 und Lf 7 können auch Vor- und Hauptsignale stehen, die die jeweiligen Geschwindigkeiten direkt oder mit Zs 3v und Zs 3 anzeigen. Bei vorübergehenden Langsamfahrstellen geschieht die Sicherung auf gleiche Weise. Dem Signal Lf 6 entspricht dann das auch äußerlich ähnliche Lf 1, dem Lf 7 das Lf 2.

#### Fall 1

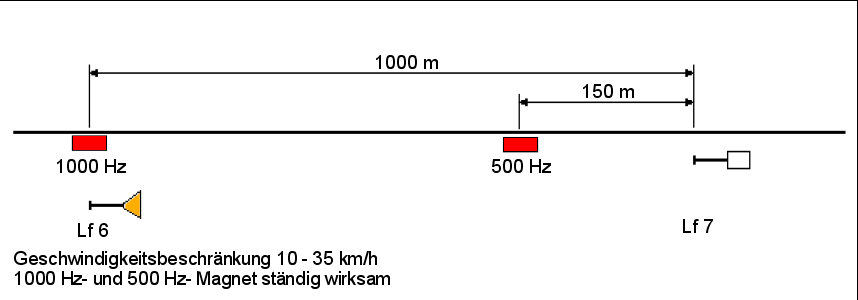
Fall 1: Geschwindigkeitsverringerung auf 10–35 km/h

Bei überwachten Geschwindigkeiten von 10 bis 35 km/h sind am Ankündigungssignal ein ständig wirksamer 1000-Hz- und 150 Meter vor dem Geschwindigkeitswechsel ein ebenso ständig wirksamer 500-Hz-Gleismagnet eingebaut. Eine aktive Geschwindigkeitsprüfeinrichtung und damit eine Stromversorgung ist nicht erforderlich.
Bei Überfahren des 1000-Hz-Magnetes muss der Triebfahrzeugführer den Geschwindigkeitswechsel mit der Wachsamkeitstaste quittieren und danach die Geschwindigkeit reduzieren. Der folgende 500-Hz-Magnet löst beim Überfahren mit einer höheren Geschwindigkeit als 40 km/h eine Zwangsbremsung aus.

#### Fall 2

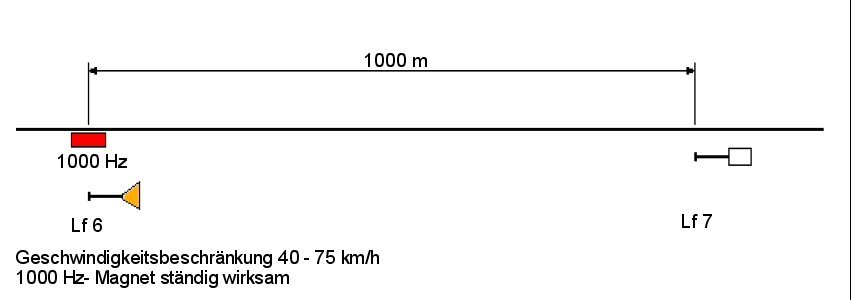
Fall 2: Geschwindigkeitsverringerung auf 40–75 km/h

Bei überwachten Geschwindigkeiten von 40 bis 75 km/h ist nur am Ankündigungssignal ein ständig wirksamer 1000-Hz-Gleismagnet eingebaut. Nach Überfahren des 1000-Hz-Magneten muss der Triebfahrzeugführer wiederum den Geschwindigkeitswechsel mit der Wachsamkeitstaste quittieren und die Geschwindigkeit des Zuges unter die für ihn gültigen PZB-Überwachungsgeschwindigkeiten abbremsen.

#### Fall 3

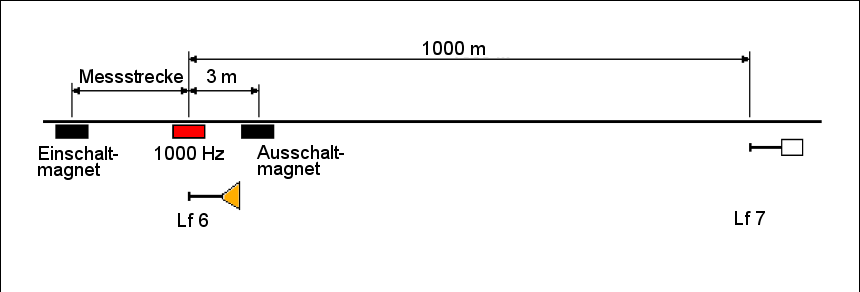
Fall 3: Schema Geschwindigkeitsverringerung auf 80–95 km/h

Geschwindigkeiten von 80 bis 90 km/h erfordern eine Geschwindigkeitsprüfeinrichtung. In Abhängigkeit von der überwachten Geschwindigkeit wird vor dem Ankündigungssignal der Einschaltmagnet, am Signalstandort der auf 1000 Hz eingestellte Wirkmagnet und etwa drei Meter dahinter der Ausschaltmagnet eingebaut. Die Differenz der überwachten zur angekündigten Geschwindigkeit beträgt 15 km/h. Fährt ein Zug schneller als die am Ankündigungssignal angezeigte Geschwindigkeit, erhält er am Wirkmagnet eine 1000-Hz-Beeinflussung, die der Triebfahrzeugführer quittieren und abfahren muss. Das Überfahren des Ausschaltmagnetes stellt die Grundstellung der Geschwindigkeitsprüfeinrichtung wieder her. Die Entfernung zwischen Einschalt- und Wirkmagnet ist so gewählt, dass der Wirkmagnet bei einer Geschwindigkeitsdifferenz von 14 km/h und darunter erst nach der Unwirksamschaltung erreicht wird.
| Signalisierte Geschwindigkeit in km/h | Beeinflussung bei {\displaystyle v} ≥ km/h |
| ------------------------------------- | ------------------------------------------ |
| 80                                    | 95                                         |
| 90                                    | 105                                        |

#### Fall 4

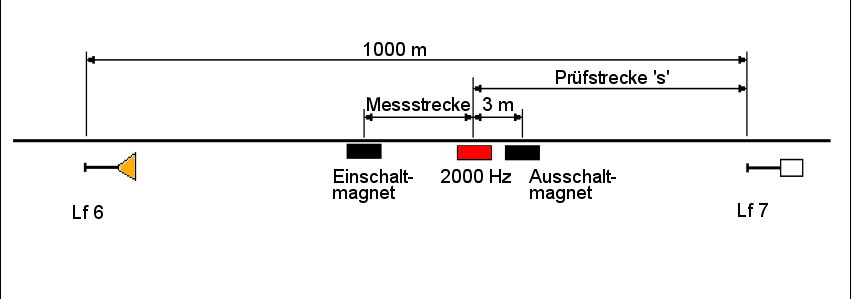
Fall 4: Schema Geschwindigkeitsverringerung auf 100–140 km/h

Bei Geschwindigkeiten im Bereich von 100 bis 140 km/h liegt die Prüfstrecke zwischen Ankündigungs- und Geschwindigkeitssignal. Entsprechend der überwachten Geschwindigkeiten ist der auf 2000 Hz eingestellte Wirkmagnet der Geschwindigkeitsprüfeinrichtung in Entfernungen zwischen 215 und 485 Metern vor dem Geschwindigkeitssignal eingebaut. Der Triebfahrzeugführer muss in diesem Fall zwingend die Prüfgeschwindigkeit unterfahren, um eine PZB-Zwangsbremsung zu vermeiden. Dieser Fall kommt vergleichsweise häufig vor Hauptsignalen, die im abzweigenden Strang mit 100 oder 130 km/h befahren werden können, vor. In diesem Fall sind die Geschwindigkeitsprüfeinrichtungen nur nach der Einstellung den betroffenen Fahrstraßen wirksam. Steht das Signal in Haltlage, ist die GÜ ohne Bedeutung, da ein darauf zufahrender Zug bereits beim Vor- oder rückgelegenen Hauptsignal mit Vorsignalisierung mit 1000 Hz beeinflusst wurde. Die anschließende Bremskurve liegt deutlich unter den Prüfgeschwindigkeiten.
| Signalisierte Geschwindigkeit in km/h | Beeinflussung bei {\displaystyle v} ≥ km/h | Einbauort 2000-Hz-Magnet vor Geschwindigkeitswechsel |
| ------------------------------------- | ------------------------------------------ | ---------------------------------------------------- |
| 100                                   | 120                                        | s= 485 Meter                                         |
| 110                                   | 130                                        | s= 405 Meter                                         |
| 120                                   | 135                                        | s= 355 Meter                                         |
| 130                                   | 140                                        | s= 315 Meter                                         |
| 140                                   | 150                                        | s= 215 Meter                                         |

Infolge der Toleranzen an den PZB-Strecken- und Fahrzeugeinrichtungen können die für die GÜ genannten Prüfgeschwindigkeiten (Nennwerte) um ca. ±5 km/h abweichen.

## Umsetzung in Österreich
Die Umsetzung durch die ÖBB-Infrastruktur AG ist in der Dienstanweisung 30.04.18 geregelt. Eine Geschwindigkeitsprüfeinrichtung (GPE) wird verwendet
- bei Geschwindigkeitsherabsetzung im Weichenbereich zwischen Geschwindigkeitsvoranzeiger und Geschwindigkeitsanzeiger,
- bei Langsamfahrstellen zwischen Ankündigungssignal und Anfangssignal, und
- bei Änderung der örtlich zulässigen Geschwindigkeit zwischen Ankündigungstafel und Geschwindigkeitstafel,

in allen drei Fällen, wenn die Geschwindigkeitsreduktion mindestens 30 km/h und die reduzierte Geschwindigkeit zumindest 70 km/h beträgt. Ist die reduzierte Geschwindigkeit 65 km/h oder kleiner, erfolgt die Absicherung durch einen 1000-Hz-Magnet beim Vorsignal, dem Geschwindigkeitsvoranzeiger, dem Ankündigungssignal oder der Ankündigungstafel.